# 1019 (album de Jolin Tsai)
Albums de Jolin Tsai
1019 I Can Concert
(2000)
Albums par Jolin Tsai
Don't Stop
(2000)
1019 est le premier album studio de la chanteuse Jolin Tsai, sorti le 10 septembre 1999 sous le label Universal Music.

## Liste des titres
| 1.  | Because of You                                                                           | 4:39 |
| 2.  | Wo Zhi Dao Ni Hen Nan Guo (我知道你很難過, I Know You're Feeling Blue)                   | 4:24 |
| 3.  | Cai Xiang (猜想, Guessing)                                                               | 4:14 |
| 4.  | Ni Shi Shui (你是誰, Who Are You)                                                        | 4:08 |
| 5.  | He Shi Jie Zuo Lin Ju (Wo Ke Yi) (和世界做鄰居 (我可以), Living with the World)          | 3:55 |
| 6.  | Shang Jie (上街, Out on the Street)                                                      | 3:49 |
| 7.  | Guai Wo Dai Nian Qing (怪我太年輕, Blame It on the Age)                                  | 4:44 |
| 8.  | Good-Bye                                                                                 | 4:45 |
| 9.  | Kong Bai (空白, Emptiness)                                                               | 3:51 |
| 10. | Wo Zhi Dao Ni Hen Nan Guo (我知道你很難過, I Know You're Feeling Blue (karaoke version)) | 4:24 |

| 1. | The Rose                   | 4:20 |
| 2. | The Rose (karaoke version) | 4:20 |